# Chris Oyakhilome

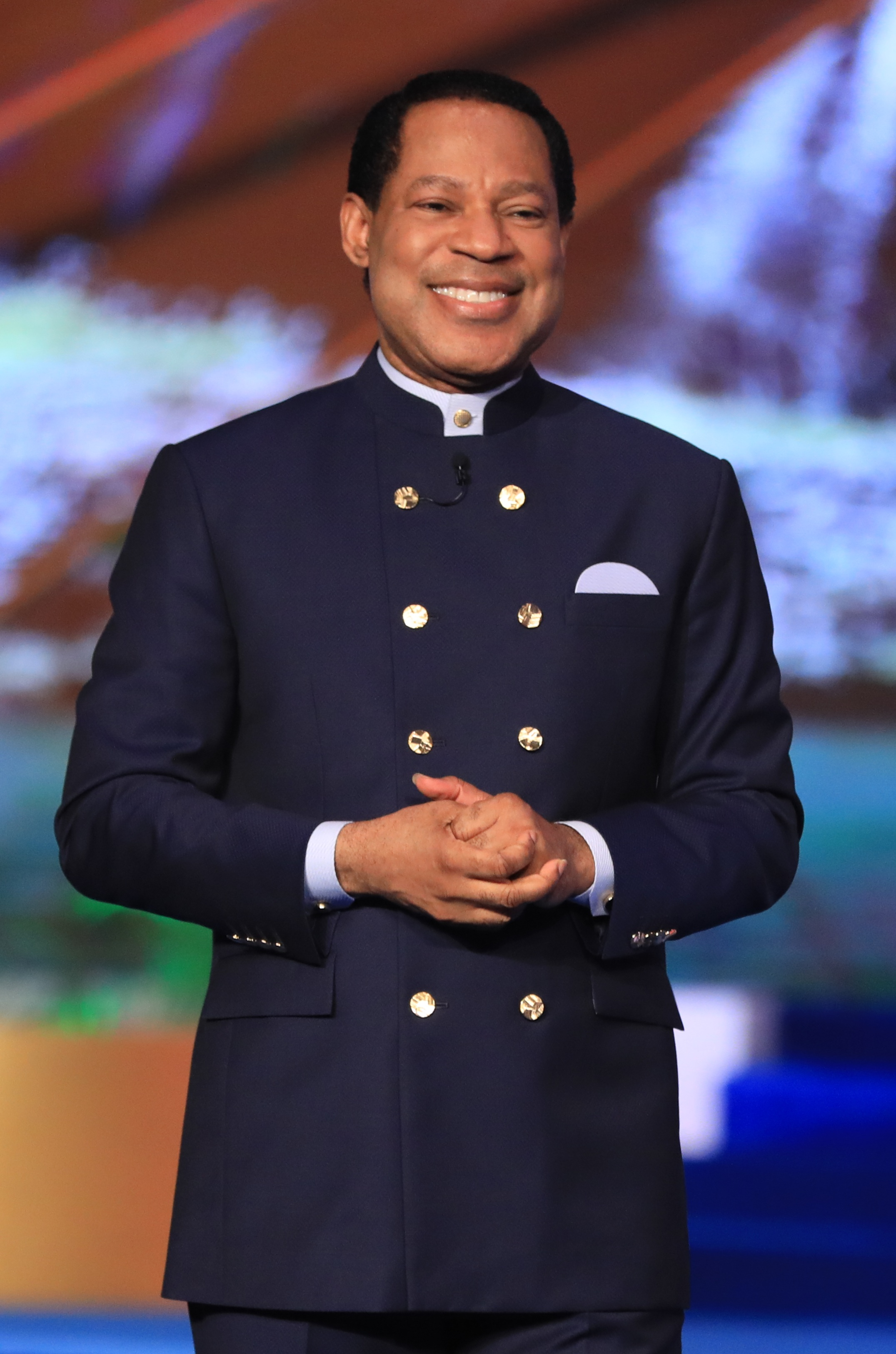
Chris Oyakhilome

Chris Oyakhilome, auch „Pastor Chris“ genannt (* 7. Dezember 1963 in Edo, Nigeria) ist ein neupfingstlerischer nigerianischer Prediger und angeblicher Geistheiler. Die von ihm gegründete Kirche Christ Embassy hat weltweit Anhänger.

## Leben und Wirken

### Herkunft und Familie
Oyakhilome wurde als ältester Sohn von  Elder T. E Oyakhilome († 2008) und dessen Frau Angelina; er hat einen Bruder und fünf Schwestern. Sein Vater war einer der Gründer der Assemblies Of God Church in Benin.
1991 heiratete Oyakhilome Anita geb. Ebhodaghe, mit der er zwei Töchter hat (geboren 1993 und 1995). 2016 wurde seine Ehe geschieden, nachdem sich das Paar bereits 2014 getrennt hatte.

### Werdegang
Nach dem Besuch des Edo College studierte Oyakhilome  Architektur an der Bendel State University (heute Ambrose Alli University), wo er einen Bachelor of Science erlangte. Seit Abschluss der Schulzeit wirkte Oykhilome als Mitarbeiter bei der Church of God Mission International (CGMI), wo er durch die Theologie von Benson Idahosa geprägt wurde. 2015 wurde ihm die Ehrendoktorwürde der privaten Benson Idahosa University verliehen.
Im Jahr 1987 gründete er Christ Embassy als LoveWorld Incorporated. Nach seiner Heirat trat er im Duo mit seiner Frau Anita auf, die sich „Pastor Anita“ nannte. Seine theologische Prägung ist stark an der Charismatischen Bewegung und an der Neupfingstlerischen Bewegung orientiert mit einem starken Fokus auf Heilungsgottesdiensten. Seine Theologie wurde beeinflusst von den Aladura-Kirchen Westafrikas, die teilweise vorchristliche afrikanische Praktiken und Ideen in das Christentum integriert und uminterpretiert haben. Daran an schloss sich die aus den USA stammende charismatische Bewegung ab den 1960er Jahren, die eine spezielle Betonung der christlichen Charismen, wie Prophetie und Zungenreden haben.
In der Anfangsphase seiner eigenen Freikirche war er mit dem Evangelisten T.B. Joshua befreundet. 2003 gründete er das erste 24-Stunden christliche TV-Network aus Afrika für eine weltweite Gemeinde. In dem Network sind die Satelliten-Sender „LoveWorld TV“ für UK, „LoveWorld SAT“ für Südafrika und „LoveWorld PLUS“ für Nigeria zusammengeschlossen.
2002 wurde Oyakhilome von Führern der nigerianischen Pfingstbewegung vorgeworfen, mit dem T.B. Joshua zusammengearbeitet zu haben. T.B. Joshua wurde von der Pentecostal Fellowship of Nigeria beschuldigt, okkulte Praktiken anzuwenden und Christen aus Geldgier zu betrügen.
Als einer der wenigen Prediger Nigerias vertritt Oyakhilome die Auffassung, dass Masturbation keine Sünde gegen Gott ist, da sie lediglich mit dem eigenen Körper zu tun habe und erst die Sucht danach problematisch sei.

## Geistheilungen
Oyakhilome steht in der Tradition der afrikanischen Prägung der Pfingstbewegung. Auf ihrer Website verweist Christ Embassy auf angebliche Wunderheilungen. Aidskranke beteuern, der Heilige Geist sei ihnen erschienen und habe sie kuriert.